# L'Étang-Salé
L'Étang-Salé és un municipi de l'illa de la Reunió. L'any 2009 tenia 13.484 habitants. Limita amb els municipis de Les Avirons i Saint-Louis.

## Galeria de fotografies

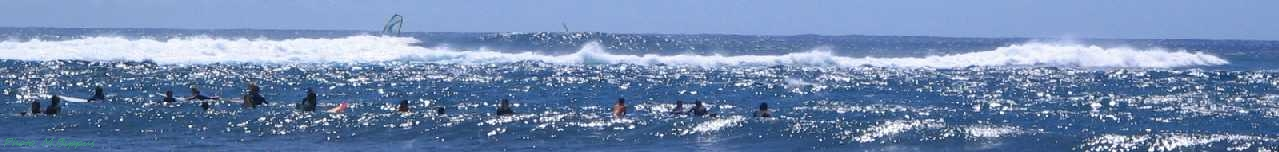
Surfejant

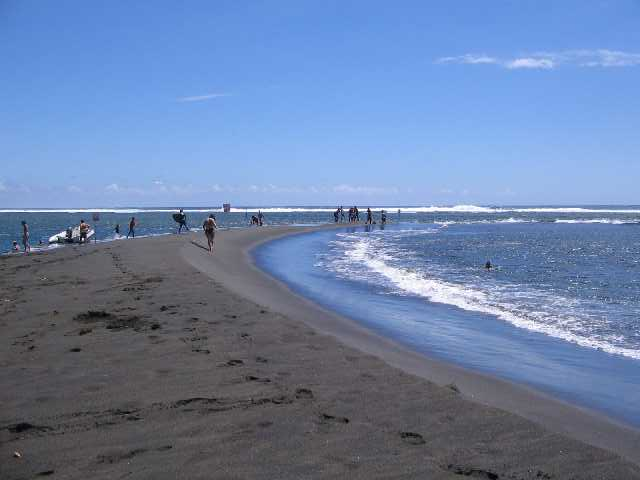
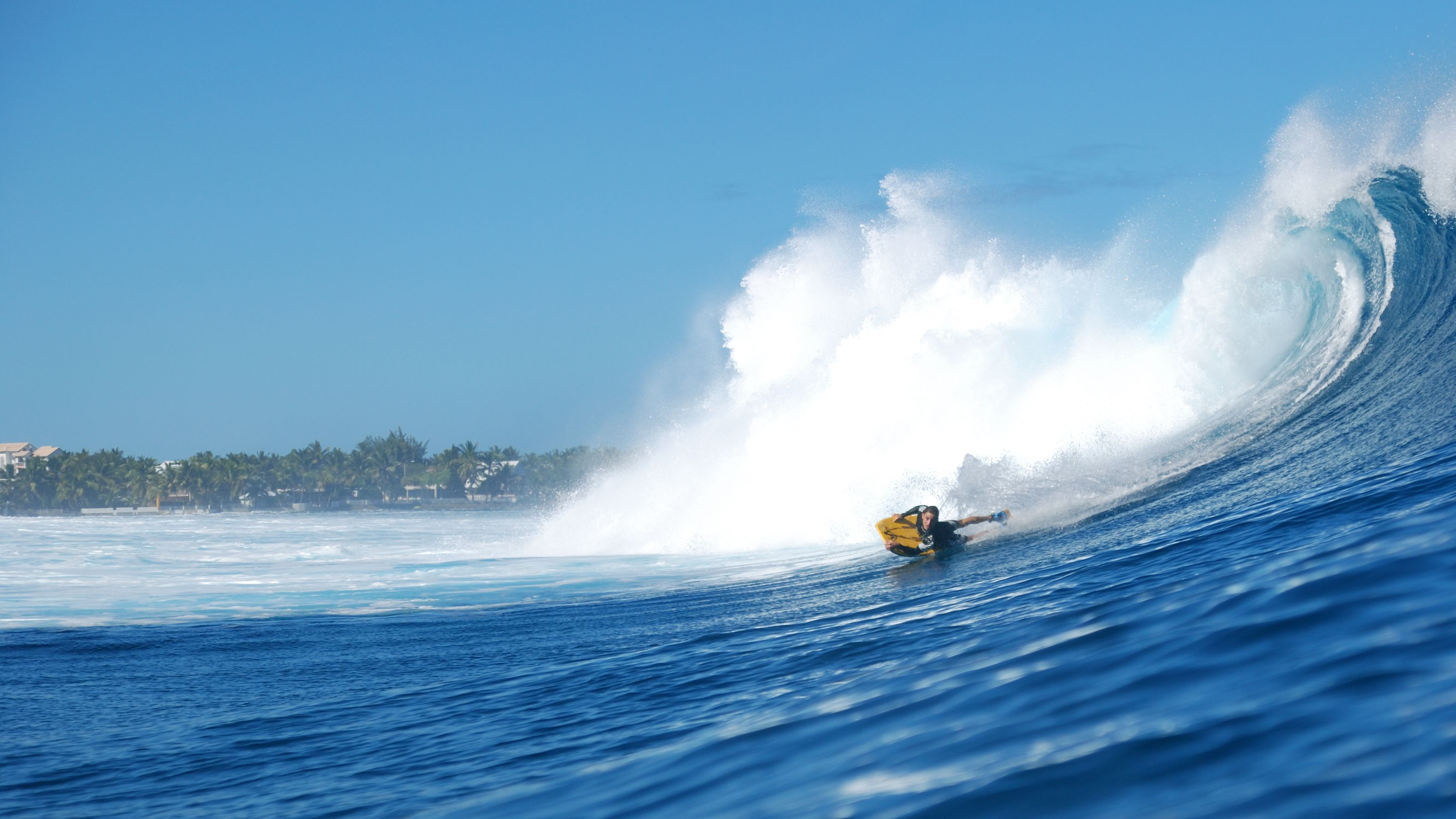
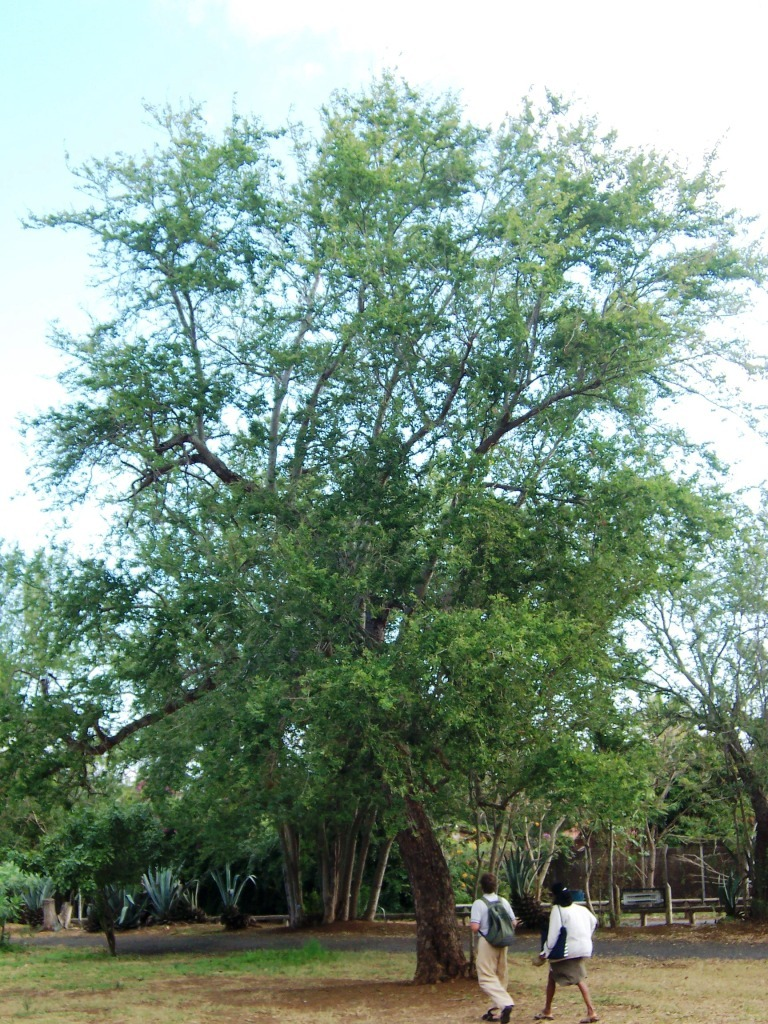
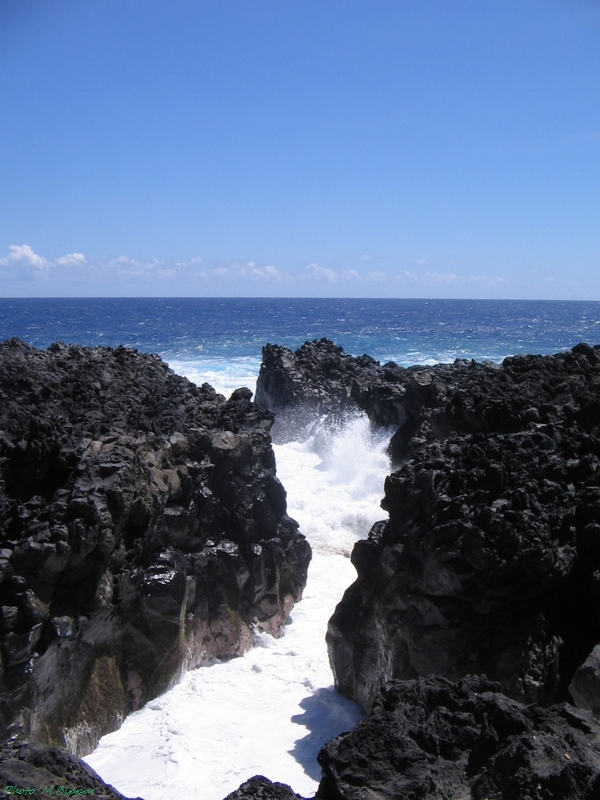

## Demografia
| 1967                                       | 1974  | 1981  | 1990  | 1999   | 2006   |
| ------------------------------------------ | ----- | ----- | ----- | ------ | ------ |
| 6.510                                      | 6.610 | 7.479 | 8.769 | 11.755 | 13.266 |
| Des de 1962: població sense dobles comptes |       |       |       |        |        |

## Administració
| Període   | Identitat             | Partit |
| --------- | --------------------- | ------ |
| 1919-1943 | Octave Bernard        |        |
| 1943-1945 | Léopold Hoarau        |        |
| 1945-1961 | Octave Bernard        |        |
| 1961-1971 | Roger Payet           |        |
| 1971-1977 | Paul Dominique Payet  |        |
| 1977-1997 | José Charles Pinna    |        |
| 1997-     | Jean-Claude Lacouture |        |

## Personatges il·lustres
- Michel Admette, cantant.